# Albert Gerbens Koops Dekker
Albert Gerbens Koops Dekker (Muntok, 20 augustus 1895 – Den Haag, 23 oktober 1966) was een Nederlands civiel ingenieur, reserve-eerste luitenant van het Indische leger en ridder in de Militaire Willems-Orde.

## Loopbaan
Ir. Koops Dekker werd opgeleid tot officier aan de vaandrigscursus te Amersfoort; hij werd bij Koninklijk Besluit van 6 april 1916 nummer 16 benoemd tot reserve-tweede luitenant bij het wapen der infanterie. In maart 1917 werd hij in deze rang overgeplaatst van het negende regiment bij het regiment grenadiers en in april 1920 bevorderd tot reserve-eerste luitenant bij dat regiment. In juli 1924 deed hij zijn kandidaatsexamen voor civiel ingenieur aan de Technische Hoogeschool van Delft en in juli 1925 behaalde hij zijn ingenieursexamen. Hij werkte vervolgens eerst als ingenieur bij de firma NV Oosthoek en Zoon en werd vervolgens benoemd tot medewerker bij de Probolinggo Stoomtram Maatschappij te Probolinggo. Datzelfde jaar trouwde hij met Rona Uilkens. Bij gouvernementsbesluit van 26 juli 1929 nummer 40 werd hij aangesteld als reserve-eerste luitenant bij het wapen der infanterie van het Indische leger.

### Militaire Willems-Orde

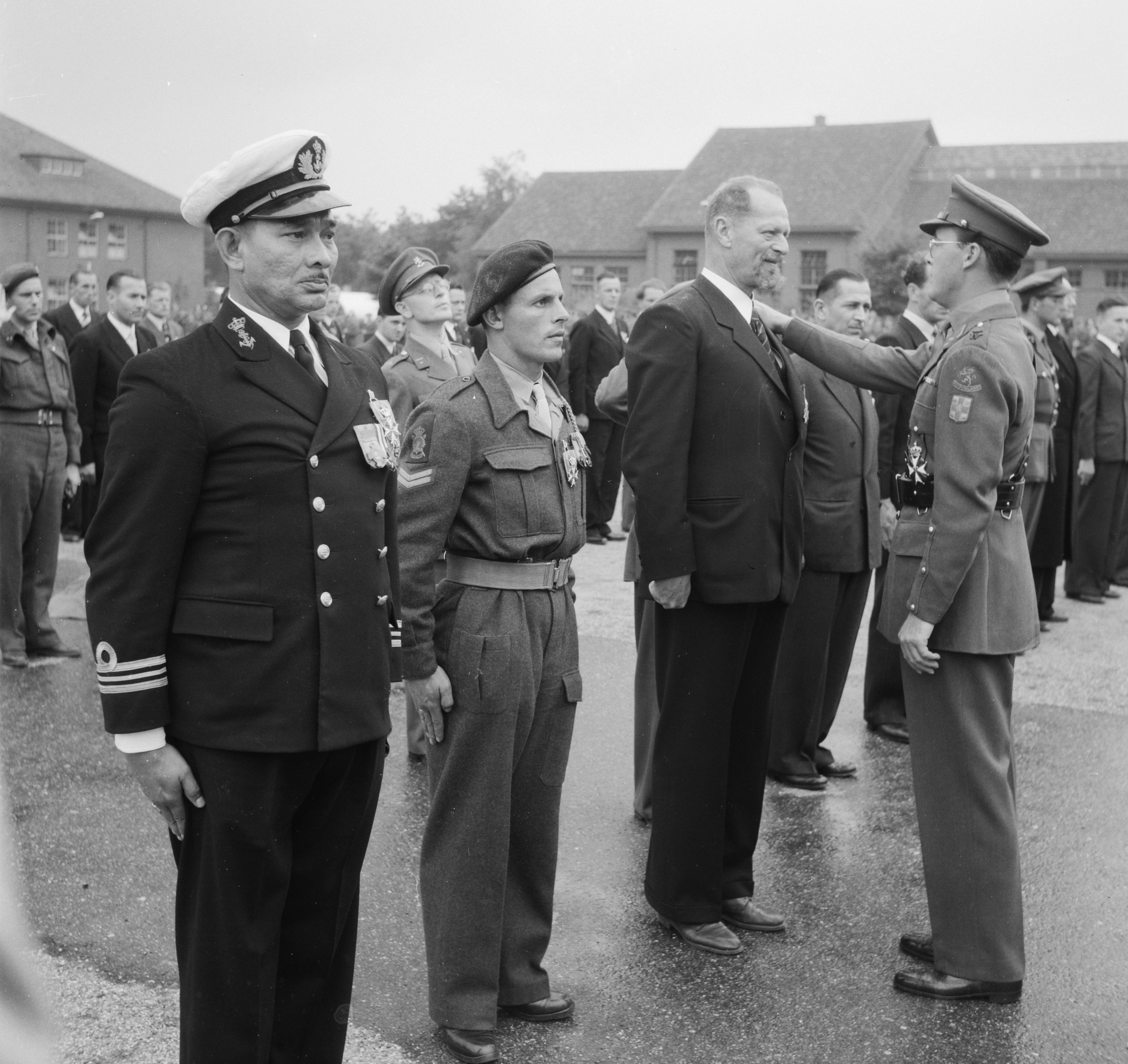
Ridderslag voor Koops Dekker (1950)

Tijdens de Tweede Wereldoorlog, gedurende de verovering van Nederlands-Indië door Japan, onderscheidde Koops Dekker zich dusdanig dat hij bij Koninklijk Besluit van 3 juni 1950 nummer 18 benoemd werd tot ridder in de Militaire Willems-Orde. Dat was onder meer omdat hij zich in de strijd onderscheidde door uitstekende daden van moed, beleid en trouw door zich onmiddellijk na de capitulatie van het Indische leger in maart 1942 te wijden aan het ondergrondse verzet en uitmuntende leiding te geven aan de onder hemzelf staande afdeling alsmede door kundige adviezen te verstrekken aan nevenafdelingen van het verzet en daarbij door moedig en voortvarend beleid elk onnodig risico vermijdend aan de vijand zeer ernstige afbreuk wist te doen. Koops Dekker mengde zich niet meer dan noodzakelijk in de praktische uitvoering van de door hem ontworpen plannen, maar leefde als leider wel steeds onder doodsbedreiging. Hij ontwierp zijn plannen nauwkeurig en systematisch en bereikte daarmee dat zijn merendeels uit Ambonese oud-militairen bestaande verzetsgroep gedurende zeer ruime tijd het verzet met succes kon volhouden. Hij werd begin april 1943 door de Kempeitai te Malang gearresteerd, onder de beschuldiging van het voeren van een guerrillastrijd en werd vervolgens zwaar gemarteld.
Ondanks dat wist hij, onder meer door een diep godsvertrouwen gesteund, alles wat hij wist te verzwijgen of te ontkennen. Hij werd vervolgens eind juni 1943, na twee maanden eenzame celstraf, met de daarmee samengaande onmenselijke behandeling, vrijgelaten. Na een korte rustperiode wierp Koops Dekker zich vervolgens weer geheel in het ondergrondse verzet, spoorde een van Australië op de zuidwestkust van Java gelande radiopost op, wist deze operationeel te krijgen en tot een ambulante radiopost in te richten. Ondanks allerlei poging van de vijand om deze in handen te krijgen wist Koops Dekker aldus een belangrijke radioverbinding met Australië op te zetten en in stand te houden; deze verbinding was zeer belangrijk met betrekking tot de bombardementen op vijandelijke doelen. Door de aanwijzingen van Koops Dekker konden aan de vijand zeer ernstige verliezen aan mensenlevens en materieel worden toegebracht en werd deze genoodzaakt een belangrijke troepenmacht in Oost-Java te handhaven ten koste van de acties elders. Eind januari 1945 werd hij opnieuw gevangengenomen en werd hij door de Kempeitai op gruwelijk wijze gemarteld, terwijl ook zijn echtgenote werd gearresteerd. Ondanks de lichamelijke en geestelijke folteringen en een tweede periode in de martelkamer wist hij ook deze keer alles wat hij wist te verzwijgen. Hij werd na de martelingen weer veroordeeld tot eenzame opsluiting, terwijl hij steeds werd gemarteld en uitgehongerd.

### Latere loopbaan
Koops Dekker werd uiteindelijk eind augustus 1945 te Malang door de geallieerden uit de gevangenis bevrijd. Bij Koninklijk Besluit van 20 juli 1950 nummer 310 werd hij eervol ontslagen uit de militaire dienst. Hij schreef onder meer in 1954. Beschouwing over woningbouw op Nieuw-Guinea en het hoofdstuk Het verzet in Nederlands Oost-Indië in: Herrezen Nederland 1945-1955 (1955). Zijn laatste zin aldaar was: in Nederland werd het verzet geëerd en na de oorlog begon de bevolking met de wederopbouw van het land. En nu, tien jaar na de bevrijding, verklaren onze ministers dat hier een ongekende welstand heerst. In Indonesië zijn de mensen die getoond hebben alles, ook hun leven voor hun land over te hebben, uitgeschakeld. De besten zijn tot vreemdeling verklaard.
Koops Dekker overleed in oktober 1966 op 71-jarige leeftijd en bezat, naast de Militaire Willems-Orde, het Onderscheidingsteken voor Langdurige Dienst als officier en het Mobilisatiekruis 1914-1918.